# توماس جین
توماس جین (انگلیسی: Thomas Jane؛ زاده ۲۲ فوریهٔ ۱۹۶۹) یک هنرپیشه اهل ایالات متحده آمریکا است. وی از سال ۱۹۸۷ میلادی تاکنون مشغول فعالیت بوده‌است.

## گزیده فیلم‌شناسی

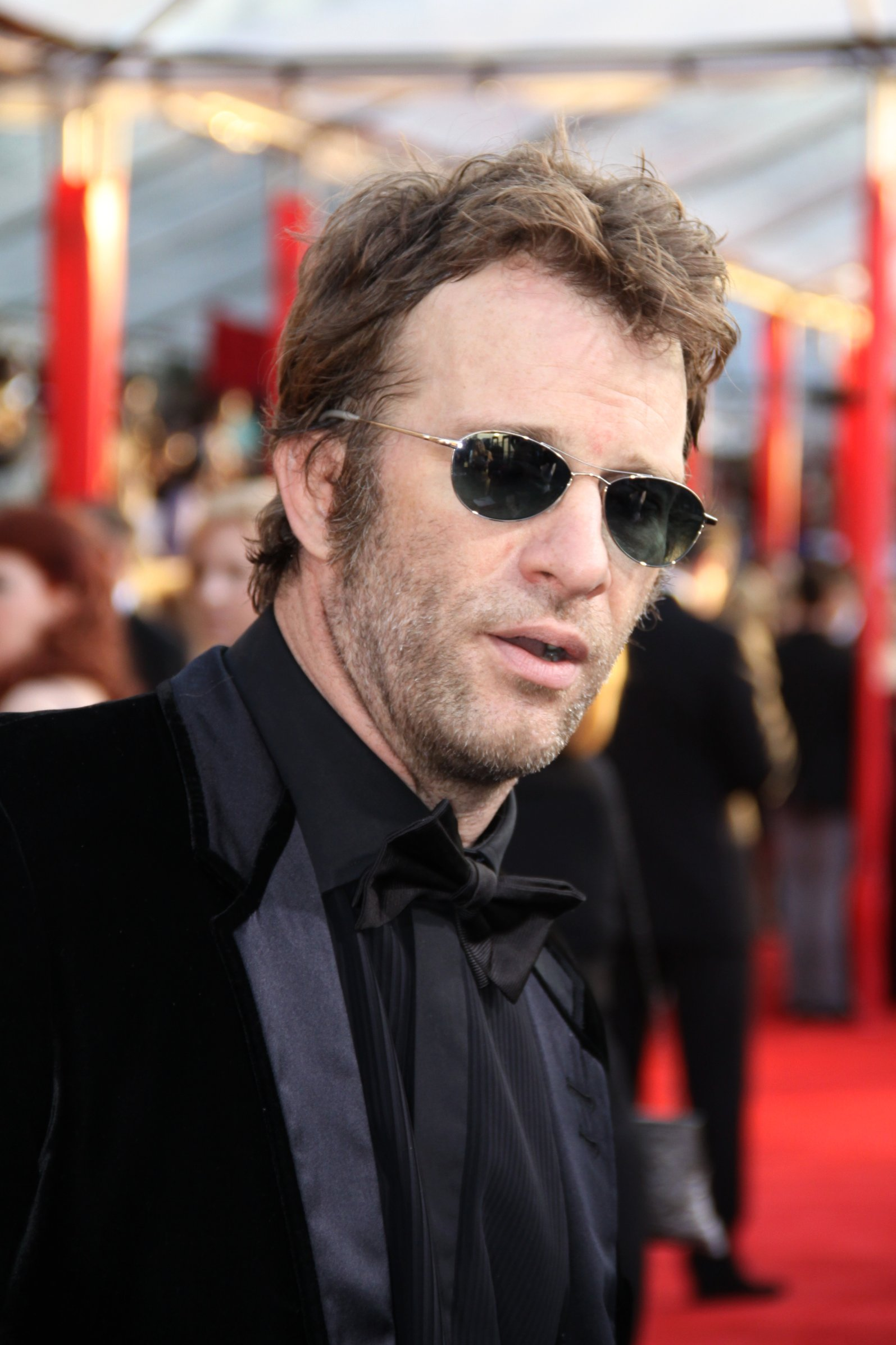

از فیلم‌ها یا برنامه‌های تلویزیونی که وی در آن نقش داشته‌است می‌توان به آثار زیر اشاره کرد.
- بافی قاتل خون‌آشام‌ها (۱۹۹۲)
- نمسیس (فیلم ۱۹۹۲) (۱۹۹۲)
- کلاغ: شهر فرشتگان (۱۹۹۶)
- تغییر چهره (۱۹۹۷)
- شب‌های عیاشی (۱۹۹۷)
- آخرین باری که خودکشی کردم (۱۹۹۷)
- پنجشنبه (فیلم) (۱۹۹۸)
- خط باریک سرخ (فیلم) (۱۹۹۸)
- سرعت گری (۱۹۹۸)
- دریای آبی عمیق (۱۹۹۹)
- مولی (۱۹۹۹)
- مگنولیا (فیلم) (۱۹۹۹)
- گناه اصلی (۲۰۰۱)
- شیرین‌ترین چیز (۲۰۰۲)
- مجازاتگر (۲۰۰۴)
- به دنبال رؤیا (۲۰۰۳)
- مه (۲۰۰۷)
- تاریخ جهش‌یافتگان (۲۰۰۸)
- روزگارشان را سیاه کن، مالون (۲۰۰۹)
- شلیک‌مرگبار (۲۰۰۹)
- اسکات پیلگریم در برابر دنیا (۲۰۱۰)
- من با تو ذوب میشم (۲۰۱۱)
- خندیدن با صدای بلند (۲۰۱۲)
- مجازاتگر: لباسشویی کثیف (۲۰۱۲)
- ماجراهای دکه سمساری (۲۰۱۳)
- پرنده سفید در یک کولاک (۲۰۱۴)
- شمشیر آسمانی (فیلم) (۲۰۱۴)
- رانندگی سخت (۲۰۱۴)
- به من برس (۲۰۱۴)
- حجاب (۲۰۱۴)
- اسب‌های شکسته (۲۰۱۵)
- رذیلت (۲۰۱۵)
- خرس خاکستری (۲۰۱۵)
- پیش از آن که بیدار شوم (۲۰۱۶)
- یواس‌اس ایندیاناپلیس: مردان دلیر (۲۰۱۶)
- ۱۹۲۲ (فیلم ۲۰۱۷)
- غارتگر (۲۰۱۸)
- ناپدید شده (۲۰۲۰)
- آخرین پسر (۲۰۲۱)
- هشدار (۲۰۲۱)
- حفاری (۲۰۲۲)
- قاتلان (۲۰۲۲)
- پرورش شکست‌خورده (مجموعه تلویزیونی) (۲۰۰۴)
- متوسط (مجموعه تلویزیونی) (۲۰۰۶)
- اسلحه (بازی ویدئویی) (۲۰۰۵)